# Iberochondrostoma oretanum
Iberochondrostoma oretanum är en fiskart som först beskrevs av Ignacio Doadrio och José A. Carmona 2003.  Iberochondrostoma oretanum ingår i släktet Iberochondrostoma och familjen karpfiskar. IUCN kategoriserar arten globalt som akut hotad. Inga underarter finns listade i Catalogue of Life.